# Wild 2
81P/Wild eller Wild 2 är en periodisk komet som upptäcktes med ett teleskop utanför Bern den 6 januari 1978 av astronomen Paul Wild.
Kometen upptäcktes på bilder tagna 6 och 8 januari och Wild gjorde ytterliga observationer den 25 januari. Kometen nådde vid detta tillfälle en skenbar magnitud på 13,5-14. Det visade sig att kometen hade passerat mycket nära Jupiter 1974 vilket minskat dess omloppstid från cirka 43 år till cirka 6 år.
Nya observationer gjordes 1983 och kometen har därefter följts nästan varje år. Den nådde som högst magnitud 9 vid framträdandet 1997.

## Stardust
I januari 2004 korsade den amerikanska rymdsonden Stardust kometens svans och samlade därifrån in partiklar. Dessa skickades tillbaka till jorden för analys.

## Galleri

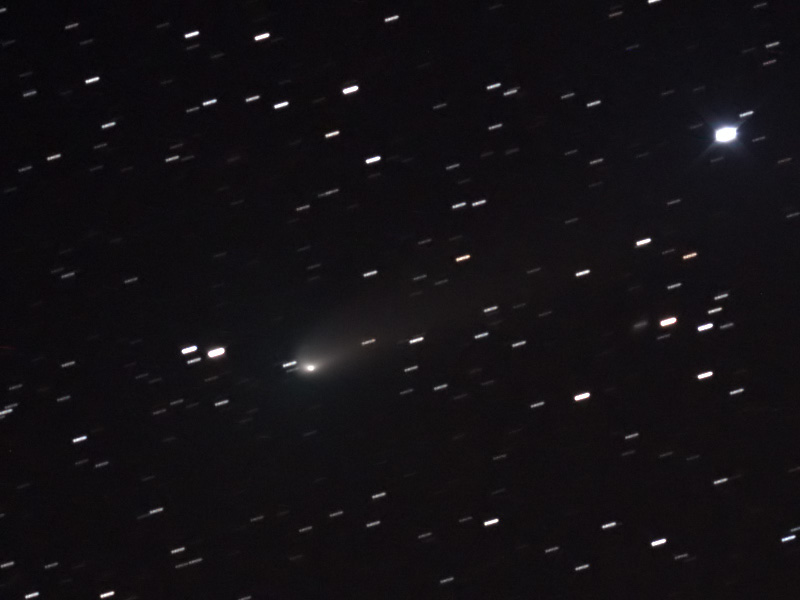
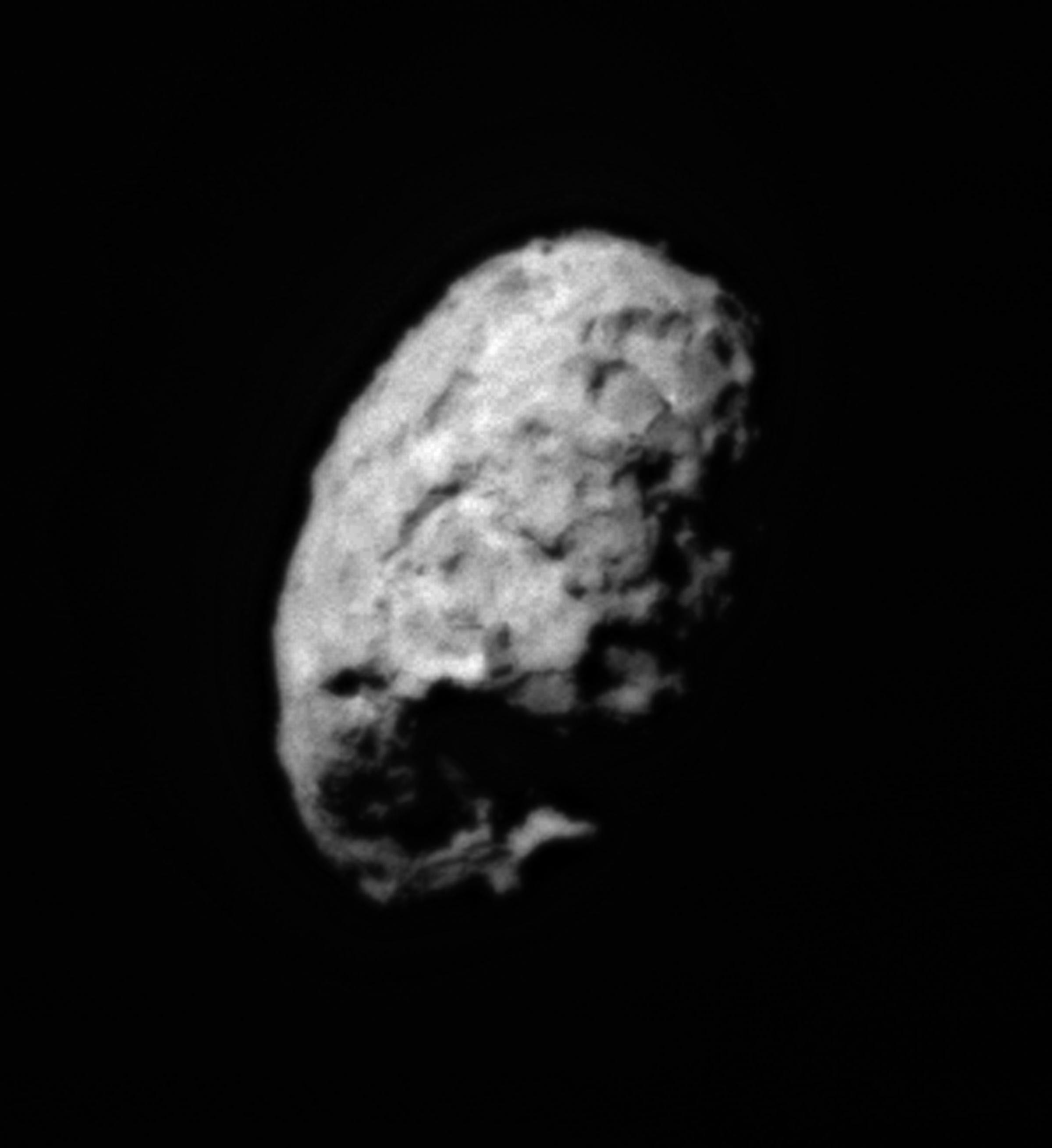
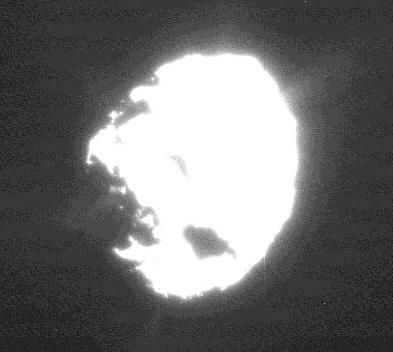
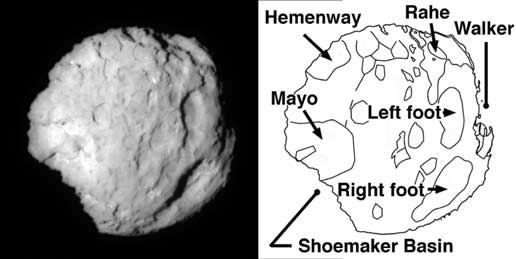